# World Series of Poker 1995
Le World Series of Poker 1995 furono la ventiseiesima edizione della manifestazione. Si tennero dal 25 aprile al 23 maggio presso il casinò Binion's Horseshoe di Las Vegas.
Il vincitore del Main Event fu Dan Harrington.

## Eventi preliminari
| Evento                                      | Vincitore            | Premio   | Ultimo giocatore eliminato |
| ------------------------------------------- | -------------------- | -------- | -------------------------- |
| $1.500 Limit hold'em                        | Christian Van Hees   | $315.000 | Eli Balas                  |
| $1.500 seven card stud                      | Valter Farina        | $144.600 | Stavros Karabinas          |
| $1.500 Limit Omaha                          | Berry Johnston       | $91.200  | Daniel Bakker              |
| $1.500 Poker cinese                         | John Tsagaris        | $41.400  | Bruce Cohen                |
| $1.500 Seven Card Stud Split                | Rod Peate            | $127.200 | Steve Hohn                 |
| $1.500 Seven Card Razz                      | Mickey Sisskind      | $82.800  | Leroy Baca                 |
| $1.500 Omaha 8 or better                    | Max Stern            | $140.400 | Cong Do                    |
| $1.500 No Limit Hold'em                     | Richard Klaiman      | $205.875 | Byron Wolford              |
| $1.500 Pot Limit Omaha                      | Phil "Doc" Earle     | $143.400 | Ron Graham                 |
| $1.500 Pot Limit Hold'em                    | Peter Vilandos       | $148.500 | Mick Cook                  |
| $5.000 Deuce to Seven Draw                  | John Bonetti         | $101.250 | Johnny Chan                |
| $2.500 Seven Card Stud Split                | Mến Nguyễn           | $96.000  | Steve Nixon                |
| $2.500 Omaha 8 or better                    | Marlon De Los Santos | $119.000 | Jim Douglas                |
| $1.500 Ace to Five Draw                     | Clifford Roof        | $81.600  | Tony Bolton                |
| $5.000 Poker cinese                         | Steve Zolotow        | $112.500 | Doyle Brunson              |
| $2.500 Limit Hold'em                        | Mến Nguyễn           | $186.000 | Carl McKelvey              |
| $2.500 Seven Card Stud                      | Dan Robison          | $140.000 | John Spadavecchia          |
| $2.500 Pot Limit Omaha                      | Hilbert Shirey       | $137.000 | Phil Mazzella              |
| $2.500 Pot Limit Hold'em                    | Hilbert Shirey       | $163.000 | Tom Jacobs                 |
| $5.000 Seven Card Stud                      | Anthony DeAngelo     | $130.000 | T. J. Cloutier             |
| $2.500 No Limit Hold'em                     | Dan Harrington       | $249.000 | John Gordon                |
| $5.000 Limit Hold'em                        | Mickey Appleman      | $234.000 | Humberto Brenes            |
| $1.000 Seven Card Stud riservato alle donne | Starla Brodie        | $35.200  | Karen Wolfson              |

## Main Event
I partecipanti al Main Event furono 273. Ciascuno di essi pagò un buy-in di 10.000 dollari.

### Tavolo finale
| Piazzamento | Nome             | Premio     |
| ----------- | ---------------- | ---------- |
| 1°          | Dan Harrington   | $1.000.000 |
| 2°          | Howard Goldfarb  | $519.000   |
| 3°          | Brent Carter     | $302.250   |
| 4°          | Hamid Dastmalchi | $173.000   |
| 5°          | Barbara Enright  | $114.180   |
| 6°          | Chuck Thompson   | $86.500    |